# Seaside Heights
Seaside Heights est un borough du comté d'Ocean au New Jersey, aux États-Unis.
Au recensement de 2010, la population de Seaside Heights comptait 2 887 habitants, reflétant une baisse de 268 unités par rapport à celui de 2000. La municipalité s'étend sur 0,75 milles carrés (1,94 km2), dont 0,13 milles carrés (0,34 km2) d'étendues d'eau.
Seaside Heights est situé sur la péninsule de Barnegat (en), une longue péninsule étroite qui sépare la baie de Barnegat de l'océan Atlantique.
La ville devient un borough indépendant des townships de Berkeley et Dover en 1913. Elle doit son nom à sa situation sur une bande de sable, « seaside » signifiant « bord de mer » en anglais.